# バルカン州
座標: 北緯40度0分 東経55度0分 / 北緯40.000度 東経55.000度
バルカン州（バルカンしゅう、トルクメン語: Balkan welaýaty）は、トルクメニスタンを構成する州（ベラヤト）の一つ。州都はバルカナバート。人口は約53万人（2022年国勢調査）。
カスピ海に面しており、北から時計回りにカザフスタン、ウズベキスタン、ダショグズ州、アハル州、イランと陸上で接する。

## 行政区分
バルカン州は、6県に分けられている。
- Bereket県(以前は Gazanjyk県) - en:Bereket
- Esenguly県 - en:Esenguly
- Etrek県(以前は Gyzyletrek県) - en:Gyzyletrek
- マフトゥムグル県（英語版）(以前は Garrygala県) - en:Garrygala
- Serdar県(以前は Gyzylarbat県) - セルダル(以前は キジル・アルバト)
- トルクメンバシ県（英語版） - トルクメンバシ

### 主要都市
- ガラボガス
- en:Gumdag
- Hazar
- Uzun-Ada（Uzun-Ada港、Узун-Ада）